# Roatán
Roatán – największa wyspa archipelagu wysp Bahia, położona pomiędzy wyspami Útila i Guanaja.
Roatán leży w pobliżu największej rafy koralowej na Morzu Karaibskim. Wyspa jest ważnym ośrodkiem turystycznym w Hondurasie, szczególnie żeglarstwa i nurkowania. Poza turystyką głównym źródłem dochodu mieszkańców jest rybołówstwo.
Na wyspie Roatán mieszka obecnie duża czeska społeczność. Od 2008 roku Czesi budują własną wioskę w Jonesville Point na środku wyspy i powstało kilka innych czeskich projektów. Konsulat Honorowy Republiki Czeskiej ma siedzibę w Roatán w Diamond Hill Resort.